# Ralph Hutschenreuther

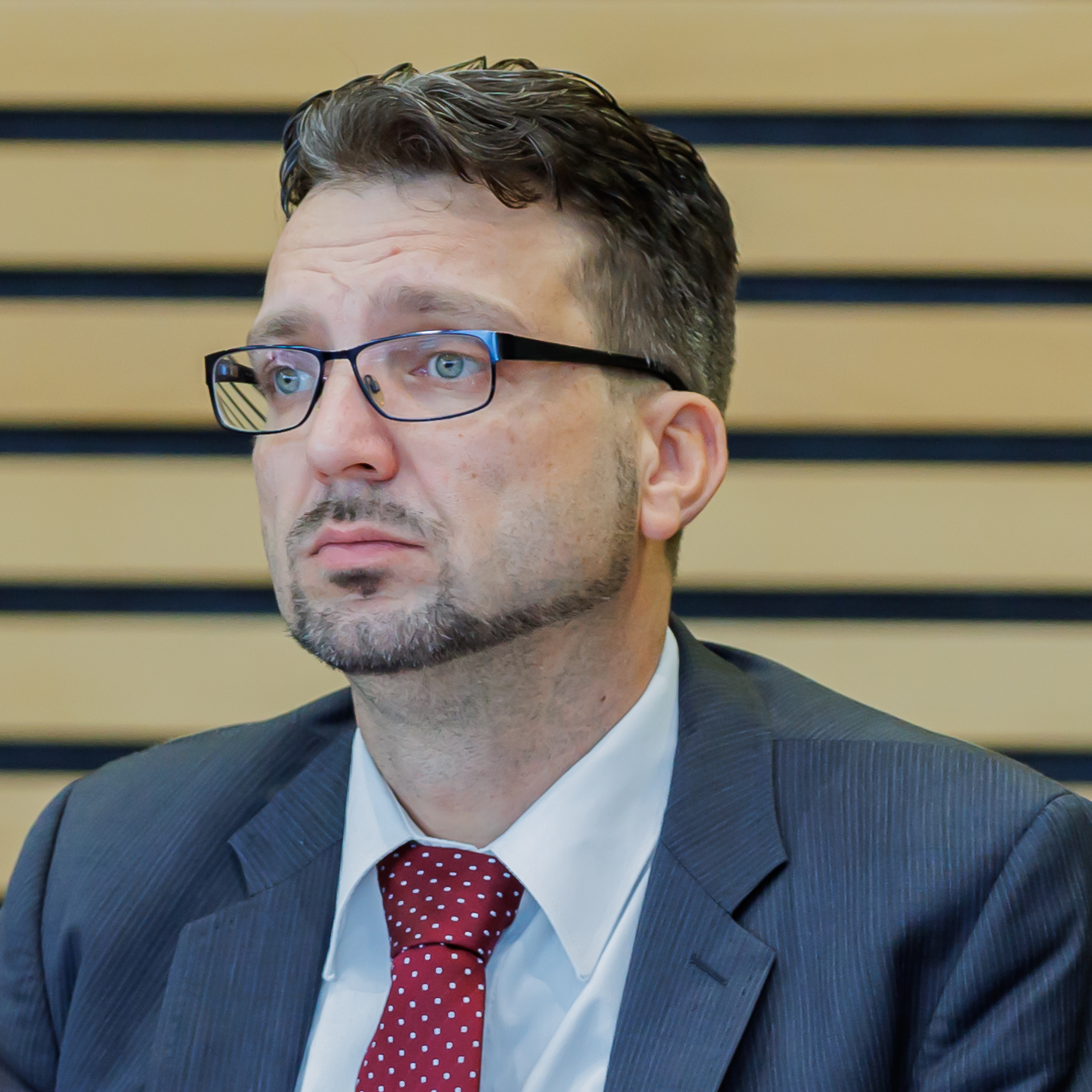
Hutschenreuther (2024)

Ralph Hutschenreuther (* 1979 in Merseburg) ist ein deutscher Rechtsanwalt und Politiker (BSW).

## Leben
Hutschenreuther ist studierter Jurist und hat eine Rechtsanwaltskanzlei in Erfurt, wobei er sich auf Handels-, Gesellschafts- und Insolvenzrecht spezialisiert hat. 
Hutschenreuther ist seit 2024 Mitglied des Bündnis Sahra Wagenknecht und bei der Landtagswahl 2024 über den 13. Platz der BSW-Landesliste in den 8. Thüringer Landtag gewählt worden. Im Landtag ist er Mitglied des Wahlprüfungsausschusses.